# Grambach
Grambach ist eine Katastralgemeinde und ehemalige Gemeinde mit 1895 Einwohnern (Einwohner Stand 1. Jänner 2024) in der Steiermark in Österreich. Im Rahmen der Gemeindestrukturreform in der Steiermark ist sie seit 2015 mit der Gemeinde Raaba zusammengeschlossen,
die neue Gemeinde führt den Namen Marktgemeinde Raaba-Grambach. Grundlage dafür ist das Steiermärkische Gemeindestrukturreformgesetz – StGsrG.
Eine Beschwerde, die von der Gemeinde Grambach gegen die Zusammenlegung beim Verfassungsgerichtshof erhoben wurde, war nicht erfolgreich.

## Geografie

### Geografische Lage
Grambach liegt nur circa acht Kilometer vom Stadtzentrum Graz entfernt im Bezirk Graz-Umgebung im österreichischen Bundesland Steiermark.

### Ehemalige Gemeindegliederung
Es existierten keine weiteren Katastralgemeinden außer Grambach.

### Nachbargemeinden
|            | Raaba                                       | Raaba       |
| Gössendorf | Kompassrose, die auf Nachbargemeinden zeigt | Vasoldsberg |
| Gössendorf | Hausmannstätten                             | Vasoldsberg |

## Geschichte
1265 wurde Grambach erstmals in den Registern des Grazer Marschallamtes erwähnt. Bis 1848 gehörte der Ort zu mehreren Grundherrschaften wie den Herrschaften Liebenau, Messendorf-Hintenfeld, Münzgraben, Mühlegg, Schwarzenegg, Vasoldsberg, der Kommende Leech der Kreuzerischen Gült, den Dominikanerinnen zu Graz, dem Gut Kellerhof und den Pfarrgülten Hausmannstätten und Fernitz. Die Ortsgemeinde als autonome Körperschaft entstand 1850. Nach der Annexion Österreichs 1938 kam die Gemeinde zum Reichsgau Steiermark, 1945 bis 1955 war sie Teil der britischen Besatzungszone in Österreich.

### Bevölkerungsentwicklung
| Jahr | Einw. |
| ---- | ----- |
| 1869 | 983   |
| 1880 | 486   |
| 1890 | 497   |
| 1900 | 462   |
| 1910 | 441   |
| 1923 | 447   |
| 1934 | 483   |
| 1939 | 489   |

| Jahr | Einw. |
| ---- | ----- |
| 1951 | 0.511 |
| 1961 | 0.586 |
| 1971 | 0.903 |
| 1981 | 1.025 |
| 1991 | 1.150 |
| 2001 | 1.325 |
| 2005 | 1.512 |
| 2013 | 1.761 |

## Politik

### Gemeinderat
Letzter Bürgermeister war bis 2014 Peter Gspaltl. Der Gemeinderat setzte sich nach den Wahlen von 2010 wie folgt zusammen:
- 8 SPÖ
- 7 ÖVP

### Wappen
Wegen der Gemeindezusammenlegung verlor das Gemeindewappen mit 1. Jänner 2015 seine offizielle Gültigkeit.
Blasonierung (Wappenbeschreibung):
„Im schwarz und golden gerandeten roten Schild pfahlweise drei in der Mitteschräglinks zerbrochene goldene Reiser.“
Ende des 19. Jahrhunderts wurden als Spezialkulturen in Grambach Baumschulen gegründet, die bald zu den bedeutendsten der österreichischen Monarchie wurden. Der schwarz-goldene Rand des Wappens der Gemeinde Grambach, die einstigen kaiserlichen Farben säumen das Feld des Wappens, einem Zaun gleich, der den Garten umschließt. Das Edelreis der Unterlage aufgesetzt, wird mit diesem verwachsen zu Strauch und Baum. Das Reis aber bringt in seinen Knospen wachsendes Leben. Wie den Wildling erst das Aufstecken des Edelreises zum wertvollen Baum werden lässt, veredelt auch der Mensch durch das Setzen guter Taten sein Leben. Das Wappen vereint in seiner Symbolik die Bedeutung des Ortes im 19. und 20. Jahrhundert und schlägt mit der Aussage, dass durch einen sauberen Schnitt die Natur auch in Symbiose mit der Technik leben und überleben kann, die Brücke in die Zukunft.

## Kultur und Sehenswürdigkeiten

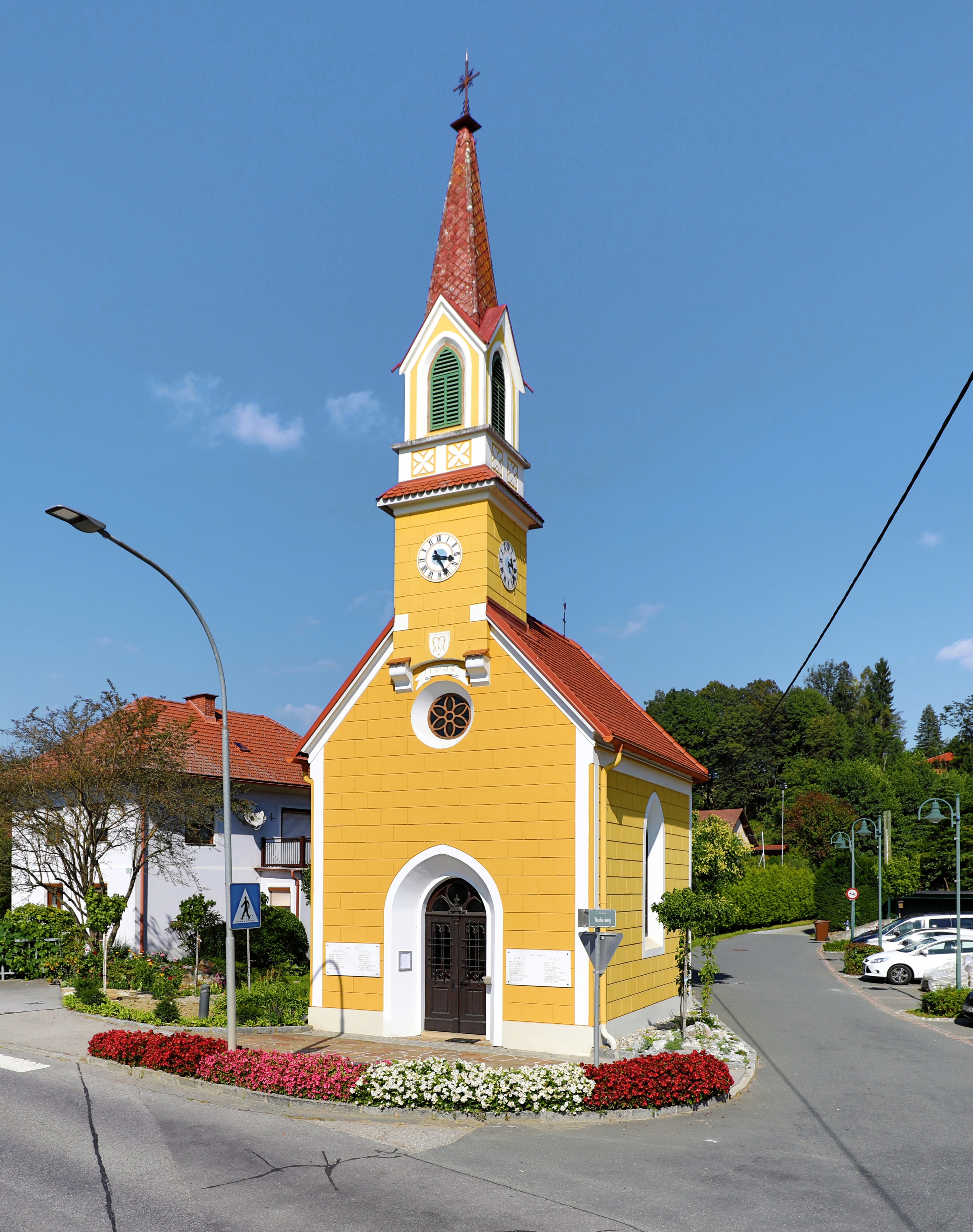
Ortskapelle Grambach

## Wirtschaft und Infrastruktur

### Verkehr
Grambach grenzt zwar an die Süd Autobahn A 2, ein direkter Zugang ist aber nicht möglich, da in diesem Bereich keine Anschlussstelle existiert. Die nächstgelegene ist die Anschlussstelle Puchwerk am Autobahn-Zubringer Graz-Ost in circa drei Kilometer Entfernung. Die Kirchbacher Straße B 73 kann im Nachbarort Hausmannstätten in etwa zwei Kilometer erreicht werden.
Ein Bahnhof befindet sich nicht im Ort. Der nächstgelegene Bahnhof befindet sich in circa zwei Kilometer Entfernung im Nachbarort Raaba und bietet Zugang zur Steirischen Ostbahn.
Der Flughafen Graz ist etwa zehn Kilometer entfernt.

## Persönlichkeiten
- Günther Neukirchner (* 1971 in Grambach), Fußballspieler